# 飛顱妖
飛顱妖，是台灣民間傳說中的妖怪，外型是一顆飄在空中的人頭（或骷髏頭），只要對死者的遺體不敬，就會被牠纏身並詛咒。

## 傳說
在枋橋地區，當地公務員陳樹盈和妓女徐快有嫌隙，為了報復，他從墓地裡偷了一個人頭骨藏在徐快的棉被中。不知情的徐快發現時嚇了一跳，但很快想到是陳樹盈做的事，所以把骷髏放回墳墓祭拜。幾個月後，陳樹盈罹患重病，昏睡中夢到許多人頭往自己飛來，心裡很害怕，連忙請朋友去墓前道歉，病情才逐漸痊癒。

## 類似傳說
飛顱妖的形象跟轆轤首、飛頭蠻或是泰雅族傳說中的人頭妖怪非常類似，但前三者擁有真正的形體，飛顱妖比較偏向靈體。

## 参看
台湾妖怪列表
飞头